# 强者上钩
《强者上钩》是一部中国上海美术电影制片厂制作的水墨动画短片，该片获得了日本第三届广岛国际动画电影节E组一等奖。

## 剧情简介
一只鱼饵垂入水下，水中的生物争先抢食，一条大黑鱼最终获胜，成为了上钩者。